# Шенвјер ле Лувр
Шенвјер ле Лувр (фр. Chennevières-lès-Louvres) је насељено место у Француској у региону Париски регион, у департману Долина Оазе.
По подацима из 2011. године у општини је живело 336 становника, а густина насељености је износила 73,36 становника/km².

## Демографија
| 1962. | 1968. | 1975. | 1982. | 1990. | 2011. |
| ----- | ----- | ----- | ----- | ----- | ----- |
| 172   | 176   | 170   | 156   | 197   | 336   |